# 字节复制
字节复制是指将映像文件按照原先的字节顺序复制到存储器中。
映像文件是按照存储器原始的字节顺序和特定格式所生成的文件，用于长期保存某一状态下的存储器，同时也便于共享和传输。常见的映像文件有磁盘映像、光盘（CD/DVD）映像、内存映像、闪存盘（U盘）映像等。将映像还原到存储器中时，必须使用特定工具以字节复制方式进行。例如dd程序，该程序可用于还原磁盘、光盘、闪存盘等存储器的映像。